# 아마이아 몬테이로
아마이아 몬테이로 살디아스(Amaia Montero Saldías, 1976년 8월 26일 ~ )는 스페인의 산세바스티안 출신 가수이다. 대학친구인 하비 산 마르틴에 의해 라 오레하 데 반 고흐에 영입되어 보컬로 활동했다. 라 오레하 데 반 고흐가 라틴팝 부문에서 그래미상을 수상하며 데뷔했을 때 Dile Al Sol를 발표했고 Rosas가 크게 히트치면서 아마이아 몬테이로의 가창력을 크게 인정받게 된다.
그녀는 솔로 가수로서의 경력을 쌓기 위해 무려 10년 동안이나 몸담았던 밴드 라 오레하 데 반 고흐에서 탈퇴를 선언했고 이에 하비 산 마틴은 차기보컬을 영입할 준비를 했다.
결국 2007년 말 아마이아 몬테이로는 솔로로 전향했고 레이레 마르티네스가 나타날 때까지 라 오레하 데 반 고흐는 무보컬 상태가 되었다.
그녀가 오레하 데 반 고흐를 떠나면서 선물로 준 노래가 En Mi Lado Del Sofá였다.
2022년 폭삭 늙었다. 건강이 매우 악화된 것으로 여겨지며 아마이아 몬테이로의 여동생이자 개인 비서인 이도이아 몬테이로는 자신의 언니의 상태에 대해서 언급을 회피하고 있다.
2024년 건강을 회복해 카롤 G와 같이 라 오레하 데 반 고흐 시절의 히트곡 Rosas를 합동 공연했다.
아마이아 몬테이로의 자산은 2020년 기준 500만 달러이다.
1. ↑  Rostros conocidos se vuelcan con Amaia Montero; su familia evita hablar de su situación